# Diocesi di Kinkala
La diocesi di Kinkala (in latino Dioecesis Kinkalana) è una sede della Chiesa cattolica nella Repubblica del Congo suffraganea dell'arcidiocesi di Brazzaville. Nel 2021 contava 76.500 battezzati su 150.000 abitanti. È retta dal vescovo Ildevert Mathurin Mouanga.

## Territorio
La diocesi comprende i distretti di Boko, Mindouli, Kindamba, Mayama, Kinkala della regione di Pool nella repubblica del Congo.
Sede vescovile è la città di Kinkala, dove sorge la cattedrale di Santa Monica.
Il territorio è suddiviso in 17 parrocchie.

## Storia
La diocesi è stata eretta il 3 ottobre 1987 con la bolla Ecclesia sancta di papa Giovanni Paolo II, ricavandone il territorio dall'arcidiocesi di Brazzaville.

## Cronotassi dei vescovi
Si omettono i periodi di sede vacante non superiori ai 2 anni o non storicamente accertati.
- Anatole Milandou (3 ottobre 1987 - 23 gennaio 2001 nominato arcivescovo di Brazzaville)
- Louis Portella Mbuyu (16 ottobre 2001 - 5 marzo 2020 ritirato)
- Ildevert Mathurin Mouanga, dal 5 marzo 2020

## Statistiche
La diocesi nel 2021 su una popolazione di 150.000 persone contava 76.500 battezzati, corrispondenti al 51,0% del totale.
| anno | popolazione | popolazione | popolazione | presbiteri | presbiteri | presbiteri | presbiteri                | diaconi | religiosi | religiosi | parrocchie |
| anno | battezzati  | totale      | %           | numero     | secolari   | regolari   | battezzati per presbitero | diaconi | uomini    | donne     | parrocchie |
| ---- | ----------- | ----------- | ----------- | ---------- | ---------- | ---------- | ------------------------- | ------- | --------- | --------- | ---------- |
| 1990 | 82.000      | 159.000     | 51,6        | 16         | 13         | 3          | 5.125                     |         | 6         | 19        | 13         |
| 1997 | 130.656     | 212.190     | 61,6        | 32         | 26         | 6          | 4.083                     |         | 13        | 27        | 13         |
| 2002 | 90.000      | 190.000     | 47,4        | 16         | 15         | 1          | 5.625                     |         | 9         | 7         | 13         |
| 2003 | 84.000      | 140.000     | 60,0        | 12         | 10         | 2          | 7.000                     |         | 10        | 10        | 13         |
| 2004 | 84.000      | 140.000     | 60,0        | 14         | 13         | 1          | 6.000                     |         | 7         | 10        | 13         |
| 2006 | 88.500      | 148.000     | 59,8        | 16         | 16         |            | 5.531                     |         | 8         | 11        | 13         |
| 2013 | 99.400      | 183.000     | 54,3        | 27         | 27         |            | 3.681                     |         | 20        | 18        | 14         |
| 2016 | 107.415     | 197.700     | 54,3        | 31         | 31         |            | 3.465                     |         | 14        | 12        | 15         |
| 2019 | 116.000     | 213.520     | 54,3        | 29         | 29         |            | 4.000                     |         | 13        | 9         | 17         |
| 2021 | 76.500      | 150.000     | 51,0        | 37         | 37         |            | 2.067                     |         | 12        | 13        | 17         |